# Sphaenorhynchus platycephalus
Espèce
Synonymes
- Hylopsis platycephalus Werner, 1894

Statut de conservation UICN

 DD  : Données insuffisantes
Sphaenorhynchus platycephalus est une espèce d'amphibiens de la famille des Hylidae.

## Taxinomie
Cette espèce n'est connue que par son type d'origine sud-américaine sans plus de précisions,.

## Publication originale
- Werner, 1894 : Über einige Novitaten der Herpetologischen Sammlung des Wiener zoolog. vergl. anatom. Instituts. Zoologischer Anzeiger, vol. 17, p. 155-157 (texte intégral).